# 2017年のインディカー・シリーズ
2017年のベライゾン・インディカー・シリーズ (2017 Verizon IndyCar Series) は、インディカー・シリーズの22年目のシーズンとなる。第101回インディアナポリス500マイルレースはシリーズ6戦目として5月28日に開催され、佐藤琢磨が優勝した。2011年のインディ・ライツチャンピオンであるジョセフ・ニューガーデンがインディカー・シリーズフル参戦6年目にして初のタイトルを獲得した。ニューガーデンはチーム・ペンスキー移籍初年で、4勝を挙げ1度のポールポジションを達成した。チーム・ペンスキーにとっては通算15度目のタイトル獲得で、過去4年間における3度目のタイトルであった。
サイモン・パジェノはディフェンディングチャンピオンとしてシーズンに臨んだが、チームメイトのニューガーデンに次ぐ2位となった。2017年シーズンは、2015年に導入されたホンダ/シボレーのエアロキットの最後のシーズンであった。2018年からは新仕様のエアロキットが導入される予定である。
2016年の全てのイベントが2017年も開催された。 さらに、ゲートウェイ・モータースポーツ・パークが2003年以来カレンダーに復帰した。

## シリーズの変更
- 2016年9月2日、パフォーマンス・フリクション・ブレーキが2017年シーズン以降のインディカーシリーズにおけるプレーキサプライヤーとしてブレーキパッケージを供給することが発表された[2]。

## 参戦チーム・ドライバー
| チーム                                                               | エンジン | No. | ドライバー                     | 出場ラウンド                  |
| -------------------------------------------------------------------- | -------- | --- | ------------------------------ | ----------------------------- |
| A.J.フォイト・エンタープライズ                                       | シボレー | 4   | コナー・デイリー               | 全戦                          |
| A.J.フォイト・エンタープライズ                                       | シボレー | 14  | カルロス・ムニョス             | 全戦                          |
| A.J.フォイト・エンタープライズ                                       | シボレー | 40  | ザック・ビーチ (R)             | 6                             |
| アンドレッティ・オートスポーツ                                       | ホンダ   | 26  | 佐藤琢磨                       | 全戦                          |
| アンドレッティ・オートスポーツ                                       | ホンダ   | 28  | ライアン・ハンター＝レイ       | 全戦                          |
| アンドレッティ・オートスポーツ ウィズ レンディウム                   | ホンダ   | 27  | マルコ・アンドレッティ         | 1-4                           |
| アンドレッティ・オートスポーツ ウィズ ヤーロウ                       | ホンダ   | 27  | マルコ・アンドレッティ         | 5-17                          |
| マクラーレン・ホンダ・アンドレッティ                                 | ホンダ   | 29  | フェルナンド・アロンソ (R)     | 6                             |
| マイケル・シャンク・レーシング ウィズ アンドレッティ・オートスポーツ | ホンダ   | 50  | ジャック・ハーヴェイ (R)       | 6                             |
| アンドレッティ・ハータ・オートスポーツ ウィズ カーブ・アガジャニアン | ホンダ   | 98  | アレクサンダー・ロッシ         | 全戦                          |
| チップ・ガナッシ・レーシング                                         | ホンダ   | 8   | マックス・チルトン             | 全戦                          |
| チップ・ガナッシ・レーシング                                         | ホンダ   | 9   | スコット・ディクソン           | 全戦                          |
| チップ・ガナッシ・レーシング                                         | ホンダ   | 10  | トニー・カナーン               | 全戦                          |
| チップ・ガナッシ・レーシング                                         | ホンダ   | 83  | チャーリー・キンボール         | 全戦                          |
| デイル・コイン・レーシング                                           | ホンダ   | 18  | セバスチャン・ボーデ           | 1-5, 15-17                    |
| デイル・コイン・レーシング                                           | ホンダ   | 18  | ジェームズ・ディヴィソン       | 6                             |
| デイル・コイン・レーシング                                           | ホンダ   | 18  | エステバン・グティエレス (R)   | 7-8, 10-14                    |
| デイル・コイン・レーシング                                           | ホンダ   | 18  | トリスタン・ヴォーティエ       | 9                             |
| デイル・コイン・レーシング                                           | ホンダ   | 19  | エド・ジョーンズ (R)           | 全戦                          |
| デイル・コイン・レーシング                                           | ホンダ   | 63  | ピッパ・マン                   | 6                             |
| ドレイヤー & レインボールド・レーシング                              | シボレー | 24  | セージ・カラム                 | 6                             |
| エド・カーペンター・レーシング                                       | シボレー | 20  | スペンサー・ピゴット           | 1-3, 5, 7-8, 10, 12-13, 16-17 |
| エド・カーペンター・レーシング                                       | シボレー | 20  | エド・カーペンター             | 4, 6, 9, 11, 14-15            |
| エド・カーペンター・レーシング                                       | シボレー | 21  | J.R.ヒルデブランド             | 1-2, 4-17                     |
| エド・カーペンター・レーシング                                       | シボレー | 21  | ザック・ビーチ (R)             | 3                             |
| ハーディング・レーシング                                             | シボレー | 88  | ギャビー・チャベス             | 6, 9, 14                      |
| ユンコス・レーシング                                                 | シボレー | 11  | スペンサー・ピゴット           | 6                             |
| ユンコス・レーシング                                                 | シボレー | 17  | セバスチャン・サーベドラ       | 6                             |
| ラジアー・パートナーズ・レーシング                                   | シボレー | 44  | バディ・ラジアー               | 6                             |
| レイホール・レターマン・ラニガン・レーシング                         | ホンダ   | 13  | ザカリー・クラマン・デメロ (R) | 17                            |
| レイホール・レターマン・ラニガン・レーシング                         | ホンダ   | 15  | グラハム・レイホール           | 全戦                          |
| レイホール・レターマン・ラニガン・レーシング                         | ホンダ   | 16  | オリオール・セルビア           | 6-8                           |
| シュミット・ピーターソン・モータースポーツ                           | ホンダ   | 5   | ジェームズ・ヒンチクリフ       | 全戦                          |
| シュミット・ピーターソン・モータースポーツ                           | ホンダ   | 7   | ミハイル・アリョーシン         | 1-11, 13                      |
| シュミット・ピーターソン・モータースポーツ                           | ホンダ   | 7   | セバスチャン・サーベドラ       | 12, 14-15                     |
| シュミット・ピーターソン・モータースポーツ                           | ホンダ   | 7   | ジャック・ハーヴェイ (R)       | 16-17                         |
| シュミット・ピーターソン・モータースポーツ                           | ホンダ   | 77  | ジェイ・ハワード               | 6                             |
| チーム・ペンスキー                                                   | シボレー | 1   | サイモン・パジェノ             | 全戦                          |
| チーム・ペンスキー                                                   | シボレー | 2   | ジョセフ・ニューガーデン       | 全戦                          |
| チーム・ペンスキー                                                   | シボレー | 3   | エリオ・カストロネベス         | 全戦                          |
| チーム・ペンスキー                                                   | シボレー | 12  | ウィル・パワー                 | 全戦                          |
| チーム・ペンスキー                                                   | シボレー | 22  | ファン・パブロ・モントーヤ     | 5-6                           |

### チームの変更
- チップ・ガナッシ・レーシングは27年にわたってメインスポンサーを務めていたターゲットがスポンサーを取りやめたことを発表した[48][49][50]。チームはまた、シボレーとのパートナーシップを解消し、ホンダとの複数年契約を10月7日に発表した。ガナッシは1996年から1999年（CART）および2006年から2013年（インディカー・シリーズ）までホンダと組み、ジミー・バッサー、アレックス・ザナルディ、ファン・パブロ・モントーヤ、スコット・ディクソン、ダリオ・フランキッティがタイトルを獲得している。
- A.J.フォイト・エンタープライズの代表であるラリー・フォイトは10月13日にチームがホンダからシボレーへスイッチすることを表明し、公式発表は1月17日に行われた[3]。
- KVレーシング・テクノロジーはケビン・カルコーベンとジェームズ・サリバンがチームから手を引いたことで、2017年シーズンは参戦しない[51]。チームは残りの機材を売却するためにカーリンと交渉していたが、インディ・ライツのチャンピオンであるエド・ジョーンズとミカイル・アレシンを確保しようとする試みは失敗した。
- 2月21日、ユンコス・レーシングはKVレーシング・テクノロジーから3台の車と機材を購入した後[52]、ケビン・カルコーベンの支援を得てインディ500へのエントリーを行うことを確認した[33]。チームはインディ500に2台の車を投入し[53]、ドライバーとエンジンパートナーの発表を延期することを選択した[54]。チームは5月9日、ドライバーの一人がスペンサー・ピゴットであることを発表した[34]。ピゴットはかつて同チームからインディ・ライツに参戦していた。5月10日、チームはセバスチャン・サーベドラがもう一台をドライブすると発表した[35]。
- 4月10日、ハーディング・レーシングはギャビー・チャベスをインディ500にエントリーさせることを発表した[32]。5月20日、チームは2018年シーズンにフル参戦できるように、テキサス・モーター・スピードウェイとポコノ・レースウェイでのレースに参加することを発表した[55]。

### ドライバーの変更
- 10月5日、チーム・ペンスキーはジョセフ・ニューガーデンと契約し、2017年シーズンに2番車をドライブさせ、ファン・パブロ・モントーヤをパートタイムドライバーに降格させたと発表した。
- 10月12日、デイル・コイン・レーシングはセバスチャン・ボーデと2年契約を結び、コナー・デイリーの代わりに18番車をドライブさせると発表した[21]。ボーデはフォーミュラ1で2シーズンを過ごした後の2011年にコインに加入している。
- 10月31日、佐藤琢磨のマネージャーは佐藤が2017年シーズンにアンドレッティ・オートスポーツに加入、カルロス・ムニョスに代わって26番車をドライブすることを確認した[56]。契約は12月2日に公式に発表された[7]。
- 同日、チーム・ペンスキーはファン・パブロ・モントーヤがチームに復帰し、インディ500に出場することを発表した[47]。チームは後にモントーヤがインディカー・グランプリにも参戦すると発表した。
- 11月4日、J.R.ヒルデブランドがジョセフ・ニューガーデンに代わって2017年シーズンにエド・カーペンター・レーシングの21番車を引き継ぐことが確認された[30]。
- 11月14日、2016年のインディ・ライツのチャンピオン、エド・ジョーンズがデイル・コイン・レーシングと2017年シーズンの契約を結び、ルカ・フィリッピ、ギャビー・チャベス、ピッパ・マン、R.C.エナーソンの代わりに19番車をドライブすることが確認された。
- 11月15日、A.J.フォイト・エンタープライズはカルロス・ムニョスとコナー・デイリーが、佐藤琢磨とジャック・ホークスワースに代わって2017年シーズンに14番車と4番車をドライブすると発表した。コナー・デイリーは2013年のインディ500でフォイトからデビューした[4]。
- 1月16日、ミカイル・アレシンがスポンサーの問題に直面し、2017年シーズンに復帰するのが疑問視されると報じられた。Auto GPチャンピオンのルイス・マイケル・ドールベッカーと元チップ・ガナッシ・レーシングのセージ・カラムがその代役として浮上した[57]。しかし、2月1日にアレシンのスポンサーシップの問題が解決され、2017年にチームに戻ってくることが確認された[39]。
- 2月2日、ドレイヤー & レインボールド・レーシングはセージ・カラムがインディ500に参戦するためにチームに戻ってくると発表した[28]。
- 3月6日、シュミット・ピーターソン・モータースポーツは、ジェイ・ハワードがインディ500で77番車をドライブすると発表した。このエントリーは1997年のインディカー・チャンピオンのトニー・スチュワートの支援を受ける予定である。
- 3月28日、デイル・コイン・レーシングは、ピッパ・マンがインディ500で63番車をドライブすると発表した。マンが同チームから出走するのは5年連続となる[27]。
- 4月7日、A.J.フォイト・エンタープライズはファイアストン・インディ・ライツのドライバーであるザック・ビーチがインディ500で40番車をドライブすると発表した[5]。
- 4月9日、マイケル・シャンク・レーシングはジャック・ハーヴェイがインディ500で50番車をドライブすると発表した[14]。チームはアンドレッティ・オートスポーツのサポートを受けて出走する。
- 4月12日、マクラーレン・ホンダはアンドレッティ・オートスポーツとのパートナーシップを発表し、F1世界チャンピオンのフェルナンド・アロンソがインディ500に出場することを発表した。アロンソはインディ500に出場するためモナコグランプリを欠場した[12]。
- 4月18日、エド・カーペンター・レーシングはザック・ビーチがJ.R.ヒルデブランドに代わってバーバー・モータースポーツ・パークのレースに出場すると発表した[31]。ヒルデブラントはグランプリ・オブ・ロングビーチでの事故で左手を骨折した[58]。ヒルデブラントは次戦のフェニックス・インターナショナル・レースウェイで復帰することを明らかにした[59]。
- 4月22日、バディ・ラジアーはラジアー・パートナーズ・レーシングからインディ500に出場することを発表した[36]。ラジアーは20回目の出場となる。
- 5月20日、セバスチャン・ボーデはインディ500の予選での事故で骨盤と股関節を骨折し、残りのシーズンからの撤退を余儀なくされた[60]。翌日デイル・コイン・レーシングは、インディ500のベテランであるジェームズ・ディヴィソンが代わりに出場することを発表した[22]。
- 6月1日、デイル・コイン・レーシングは元F1ドライバーのエステバン・グティエレスがデトロイト・グランプリで18番車をドライブすると発表した[23]。テキサスでのレース後、グティエレスはセバスチャン・ボーデがゲートウェイで復帰するまで18番車をドライブすることが確定した。
- 6月6日、デイル・コイン・レーシングはトリスタン・ヴォーティエがテキサス・モーター・スピードウェイで18番車をドライブすると発表した。ヴォーティエは、グティエレスがインディカー・テストのブラックアウト期間のためにオーバルルーキーテストを完了できなかったためにその代役として選ばれた。
- 6月22日、シュミット・ピーターソン・モータースポーツはミカイル・アレシンがビザの問題のためコーラー・グランプリに出場できないため、代役としてロバート・ウィケンズが7番車をドライブすると発表した。ウィケンズは最初のプラクティスセッションに参加したが、アレシンのビザの問題が土曜日までに解決したため、残りの週末はアレシンが復帰した。
- 7月13日、シュミット・ピーターソン・モータースポーツはセバスチャン・サーベドラがミカイル・アレシンの代役としてホンダ・インディ・トロントで7番車をドライブすると発表した[40]。
- 8月12日、シュミット・ピーターソン・モータースポーツはミカイル・アレシンがチームを離れると発表した[61]。チームは8月16日、セバスチャン・サーベドラがポコノとゲートウェイで7番車をドライブすると発表した[62]。チームは8月20日、ジャック・ハーヴェイがシーズンの最後の2レース、ワトキンズ・グレンとソノマに出場すると発表した[41]。
- 8月23日、デイル・コイン・レーシングはセバスチャン・ボーデがシーズン前半の負傷から回復し、シーズンの最後の3レースに復帰することを発表した[63]。
- 9月6日、レイホール・レターマン・ラニガン・レーシングは最終戦のソノマでザカリー・クラマン・デメロを起用し、2台目を投入することを発表した[37]。

## 開催スケジュール
| Rd. | 開催日  | レース                                                                        | サーキット                                                    | 開催地                             |
| --- | ------- | ----------------------------------------------------------------------------- | ------------------------------------------------------------- | ---------------------------------- |
| 1   | 3月12日 | ファイアストン・グランプリ・オブ・セントピーターズバーグ                      | セントピーターズバーグ市街地コース                            | フロリダ州セントピーターズバーグ   |
| 2   | 4月9日  | トヨタ・グランプリ・オブ・ロングビーチ                                        | ロングビーチ市街地コース                                      | カリフォルニア州ロングビーチ       |
| 3   | 4月23日 | ホンダ・インディ・グランプリ・オブ・アラバマ                                  | バーバー・モータースポーツ・パーク                            | アラバマ州バーミングハム           |
| 4   | 4月29日 | デザート・ダイヤモンド・ウェストヴァレー・フェニックス・グランプリ            | フェニックス・インターナショナル・レースウェイ                | アリゾナ州エイボンデール           |
| 5   | 5月13日 | インディカー・グランプリ                                                      | インディアナポリス・モーター・スピードウェイ - ロードコース   | インディアナ州スピードウェイ       |
| 6   | 5月28日 | 第101回 インディアナポリス500マイルレース プレゼンテッド バイ ペングレード    | インディアナポリス・モーター・スピードウェイ - オーバルコース | インディアナ州スピードウェイ       |
| 7   | 6月3日  | シボレー・デトロイト・グランプリ プレゼンテッド バイ リアー・コーポレーション | ベル・アイル・パーク市街地コース                              | ミシガン州デトロイト               |
| 8   | 6月4日  | シボレー・デトロイト・グランプリ プレゼンテッド バイ リアー・コーポレーション | ベル・アイル・パーク市街地コース                              | ミシガン州デトロイト               |
| 9   | 6月10日 | レインガード・ウォーター・セラーズ600                                         | テキサス・モーター・スピードウェイ                            | テキサス州フォートワース           |
| 10  | 6月25日 | コーラー・グランプリ                                                          | ロード・アメリカ                                              | ウィスコンシン州エルクハートレイク |
| 11  | 7月9日  | アイオワ・コーン300                                                           | アイオワ・スピードウェイ                                      | アイオワ州ニュートン               |
| 12  | 7月16日 | ホンダ・インディ・トロント                                                    | エキシビション・プレイス市街地コース                          | オンタリオ州トロント               |
| 13  | 7月30日 | ホンダ・インディ200                                                           | ミッドオハイオ・スポーツカーコース                            | オハイオ州レキシントン             |
| 14  | 8月20日 | ABCサプライ500                                                                | ポコノ・レースウェイ                                          | ペンシルベニア州ロングポンド       |
| 15  | 8月26日 | ボンマリト・オートモーティヴ・グループ500 プレゼンテッド バイ バルボリン      | ゲートウェイ・モータースポーツ・パーク                        | イリノイ州マディソン               |
| 16  | 9月3日  | グランプリ・アット・ザ・グレン                                                | ワトキンズ・グレン・インターナショナル                        | ニューヨーク州ワトキンズ・グレン   |
| 17  | 9月17日 | ゴープロ・グランプリ・オブ・ソノマ                                            | ソノマ・レースウェイ                                          | カリフォルニア州ソノマ             |

2016年シーズンの16レースは2017年シーズンも開催される。ゲートウェイ・モータースポーツ・パークは2003年以来スケジュールに復帰した。唯一の他のスケジュール変更は、フェニックスでのレースがグレンデールで開催されるNCAAファイナル・フォーの影響を受け4月の第1週末から4月の最週末まで移動した。ロングビーチのレースは2016年には第3戦として開催されたが、今シーズンは第2戦となる。
インディアナポリス・グランプリはアンジーズ・リストが後援を取りやめたため、2017年インディカー・グランプリと改名された。

## レース結果
| Rd. | レース                 | ポールポジション         | ファステストラップ       | 最多ラップリード         | 優勝                     | 優勝                                                                 | 優勝               | レポート |
| Rd. | レース                 | ポールポジション         | ファステストラップ       | 最多ラップリード         | ドライバー               | チーム                                                               | マニファクチャラー | レポート |
| --- | ---------------------- | ------------------------ | ------------------------ | ------------------------ | ------------------------ | -------------------------------------------------------------------- | ------------------ | -------- |
| 1   | セントピーターズバーグ | ウィル・パワー           | スコット・ディクソン     | セバスチャン・ボーデ     | セバスチャン・ボーデ     | デイル・コイン・レーシング                                           | ホンダ             | 詳細     |
| 2   | ロングビーチ           | エリオ・カストロネベス   | エリオ・カストロネベス   | スコット・ディクソン     | ジェームズ・ヒンチクリフ | シュミット・ピーターソン・モータースポーツ                           | ホンダ             | 詳細     |
| 3   | バーミングハム         | ウィル・パワー           | ウィル・パワー           | ウィル・パワー           | ジョセフ・ニューガーデン | チーム・ペンスキー                                                   | シボレー           | 詳細     |
| 4   | フェニックス           | エリオ・カストロネベス   | ウィル・パワー           | サイモン・パジェノ       | サイモン・パジェノ       | チーム・ペンスキー                                                   | シボレー           | 詳細     |
| 5   | インディアナポリスGP   | ウィル・パワー           | ジョセフ・ニューガーデン | ウィル・パワー           | ウィル・パワー           | チーム・ペンスキー                                                   | シボレー           | 詳細     |
| 6   | インディ500            | スコット・ディクソン     | 佐藤琢磨                 | マックス・チルトン       | 佐藤琢磨                 | アンドレッティ・オートスポーツ                                       | ホンダ             | 詳細     |
| 7   | デトロイト1            | グラハム・レイホール     | ジョセフ・ニューガーデン | グラハム・レイホール     | グラハム・レイホール     | レイホール・レターマン・ラニガン・レーシング                         | ホンダ             | 詳細     |
| 8   | デトロイト2            | 佐藤琢磨                 | ジョセフ・ニューガーデン | グラハム・レイホール     | グラハム・レイホール     | レイホール・レターマン・ラニガン・レーシング                         | ホンダ             | 詳細     |
| 9   | テキサス               | チャーリー・キンボール   | トニー・カナーン         | ウィル・パワー           | ウィル・パワー           | チーム・ペンスキー                                                   | シボレー           | 詳細     |
| 10  | ロード・アメリカ       | エリオ・カストロネベス   | ジョセフ・ニューガーデン | スコット・ディクソン     | スコット・ディクソン     | チップ・ガナッシ・レーシング                                         | ホンダ             | 詳細     |
| 11  | アイオワ               | ウィル・パワー           | エリオ・カストロネベス   | エリオ・カストロネベス   | エリオ・カストロネベス   | チーム・ペンスキー                                                   | シボレー           | 詳細     |
| 12  | トロント               | サイモン・パジェノ       | サイモン・パジェノ       | ジョセフ・ニューガーデン | ジョセフ・ニューガーデン | チーム・ペンスキー                                                   | シボレー           | 詳細     |
| 13  | ミッドオハイオ         | ウィル・パワー           | アレクサンダー・ロッシ   | ジョセフ・ニューガーデン | ジョセフ・ニューガーデン | チーム・ペンスキー                                                   | シボレー           | 詳細     |
| 14  | ポコノ                 | 佐藤琢磨                 | トニー・カナーン         | スコット・ディクソン     | ウィル・パワー           | チーム・ペンスキー                                                   | シボレー           | 詳細     |
| 15  | ゲートウェイ           | ウィル・パワー           | ジョセフ・ニューガーデン | ジョセフ・ニューガーデン | ジョセフ・ニューガーデン | チーム・ペンスキー                                                   | シボレー           | 詳細     |
| 16  | ワトキンズ・グレン     | アレクサンダー・ロッシ   | セバスチャン・ボーデ     | アレクサンダー・ロッシ   | アレクサンダー・ロッシ   | アンドレッティ・ハータ・オートスポーツ ウィズ カーブ・アガジャニアン | ホンダ             | 詳細     |
| 17  | ソノマ                 | ジョセフ・ニューガーデン | サイモン・パジェノ       | サイモン・パジェノ       | サイモン・パジェノ       | チーム・ペンスキー                                                   | シボレー           | 詳細     |

## ポイントランキング

### ドライバー
| 順位 | ドライバー                     | STP | LBH | ALA | PHX | IMS | INDY | INDY | DET | DET | TEX | ROA | IOW | TOR | MDO | POC | GAT | WGL | SNM | ポイント |
| 順位 | ドライバー                     | STP | LBH | ALA | PHX | IMS | QL   | 500  | DET | DET | TEX | ROA | IOW | TOR | MDO | POC | GAT | WGL | SNM | ポイント |
| ---- | ------------------------------ | --- | --- | --- | --- | --- | ---- | ---- | --- | --- | --- | --- | --- | --- | --- | --- | --- | --- | --- | -------- |
| 1    | ジョセフ・ニューガーデン       | 8   | 3   | 1   | 9   | 11  | 22   | 19   | 4   | 2   | 13  | 2   | 6   | 1*  | 1*  | 2   | 1*  | 18  | 2   | 642      |
| 2    | サイモン・パジェノ             | 2   | 5   | 3   | 1*  | 4   | 23   | 14   | 16  | 5   | 3   | 4   | 7   | 5   | 4   | 4   | 3   | 9   | 1*  | 629      |
| 3    | スコット・ディクソン           | 3   | 4*  | 2   | 5   | 2   | 1    | 32   | 2   | 6   | 9   | 1*  | 8   | 10  | 9   | 6*  | 2   | 2   | 4   | 621      |
| 4    | エリオ・カストロネベス         | 6   | 9   | 4   | 4   | 5   | 19   | 2    | 7   | 9   | 20  | 3   | 1*  | 8   | 7   | 7   | 4   | 4   | 5   | 598      |
| 5    | ウィル・パワー                 | 19  | 13  | 14* | 2   | 1*  | 9    | 23   | 18  | 3   | 1*  | 5   | 4   | 21  | 2   | 1   | 20  | 6   | 3   | 562      |
| 6    | グラハム・レイホール           | 17  | 10  | 13  | 21  | 6   | 14   | 12   | 1*  | 1*  | 4   | 8   | 5   | 9   | 3   | 9   | 12  | 5   | 6   | 522      |
| 7    | アレクサンダー・ロッシ         | 11  | 19  | 5   | 15  | 8   | 3    | 7    | 5   | 7   | 22  | 13  | 11  | 2   | 6   | 3   | 6   | 1*  | 21  | 494      |
| 8    | 佐藤琢磨                       | 5   | 18  | 9   | 16  | 12  | 4    | 1    | 8   | 4   | 10  | 19  | 16  | 16  | 5   | 13  | 19  | 19  | 20  | 441      |
| 9    | ライアン・ハンター＝レイ       | 4   | 17  | 11  | 13  | 3   | 10   | 27   | 13  | 17  | 19  | 14  | 3   | 6   | 8   | 8   | 15  | 3   | 8   | 421      |
| 10   | トニー・カナーン               | 12  | 15  | 7   | 6   | 20  | 7    | 5    | 15  | 10  | 2   | 21  | 9   | 19  | 16  | 5   | 16  | 20  | 16  | 403      |
| 11   | マックス・チルトン             | 16  | 14  | 12  | 20  | 7   | 15   | 4*   | 11  | 15  | 8   | 9   | 14  | 7   | 15  | 18  | 17  | 8   | 12  | 396      |
| 12   | マルコ・アンドレッティ         | 7   | 20  | 21  | 18  | 16  | 8    | 8    | 12  | 13  | 6   | 18  | 17  | 4   | 12  | 11  | 14  | 16  | 7   | 388      |
| 13   | ジェームズ・ヒンチクリフ       | 9   | 1   | 6   | 12  | 13  | 17   | 22   | 3   | 20  | 14  | 20  | 10  | 3   | 11  | 20  | 8   | 21  | 22  | 376      |
| 14   | エド・ジョーンズ (RY)          | 10  | 6   | 16  | 11  | 19  | 11   | 3    | 9   | 22  | 17  | 7   | 18  | 20  | 21  | 17  | 13  | 13  | 19  | 354      |
| 15   | J.R.ヒルデブランド             | 13  | 11  |     | 3   | 14  | 6    | 16   | 17  | 18  | 12  | 16  | 2   | 13  | 17  | 19  | 18  | 15  | 14  | 347      |
| 16   | カルロス・ムニョス             | 21  | 7   | 17  | 10  | 15  | 24   | 10   | 14  | 11  | 18  | 11  | 20  | 15  | 18  | 10  | 9   | 10  | 15  | 328      |
| 17   | チャーリー・キンボール         | 18  | 21  | 15  | 8   | 21  | 16   | 25   | 21  | 8   | 21  | 6   | 15  | 12  | 13  | 16  | 7   | 7   | 11  | 327      |
| 18   | コナー・デイリー               | 15  | 16  | 18  | 14  | 17  | 26   | 30   | 22  | 12  | 7   | 15  | 19  | 17  | 10  | 14  | 5   | 11  | 10  | 305      |
| 19   | ミハイル・アリョーシン         | 14  | 12  | 10  | 17  | 18  | 13   | 13   | 6   | 16  | 15  | 10  | 21  |     | 14  |     |     |     |     | 237      |
| 20   | スペンサー・ピゴット           | 20  | 8   | 20  |     | 9   | 29   | 18   | 10  | 21  |     | 12  |     | 18  | 19  |     |     | 12  | 13  | 218      |
| 21   | セバスチャン・ボーデ           | 1*  | 2   | 8   | 19  | 22  | Wth  | Wth  |     |     |     |     |     |     |     |     | 10  | 17  | 9   | 214      |
| 22   | エド・カーペンター             |     |     |     | 7   |     | 2    | 11   |     |     | 11  |     | 12  |     |     | 12  | 21  |     |     | 169      |
| 23   | ギャビー・チャベス             |     |     |     |     |     | 25   | 9    |     |     | 5   |     |     |     |     | 15  |     |     |     | 98       |
| 24   | ファン・パブロ・モントーヤ     |     |     |     |     | 10  | 18   | 6    |     |     |     |     |     |     |     |     |     |     |     | 93       |
| 25   | エステバン・グティエレス (R)   |     |     |     |     |     |      |      | 19  | 14  |     | 17  | 13  | 14  | 20  | 22  |     |     |     | 91       |
| 26   | セバスチャン・サーベドラ       |     |     |     |     |     | 31   | 15   |     |     |     |     |     | 11  |     | 21  | 11  |     |     | 80       |
| 27   | オリオール・セルビア           |     |     |     |     |     | 12   | 21   | 20  | 19  |     |     |     |     |     |     |     |     |     | 61       |
| 28   | ジャック・ハーヴェイ (R)       |     |     |     |     |     | 27   | 31   |     |     |     |     |     |     |     |     |     | 14  | 18  | 57       |
| 29   | フェルナンド・アロンソ (R)     |     |     |     |     |     | 5    | 24   |     |     |     |     |     |     |     |     |     |     |     | 47       |
| 30   | ピッパ・マン                   |     |     |     |     |     | 28   | 17   |     |     |     |     |     |     |     |     |     |     |     | 32       |
| 31   | ザカリー・クラマン・デメロ (R) |     |     |     |     |     |      |      |     |     |     |     |     |     |     |     |     |     | 17  | 26       |
| 32   | ジェイ・ハワード               |     |     |     |     |     | 20   | 33   |     |     |     |     |     |     |     |     |     |     |     | 24       |
| 33   | ザック・ビーチ (R)             |     |     | 19  |     |     | 32   | 26   |     |     |     |     |     |     |     |     |     |     |     | 23       |
| 34   | セージ・カラム                 |     |     |     |     |     | 21   | 28   |     |     |     |     |     |     |     |     |     |     |     | 23       |
| 35   | ジェームズ・ディヴィソン       |     |     |     |     |     | 33   | 20   |     |     |     |     |     |     |     |     |     |     |     | 21       |
| 36   | トリスタン・ヴォーティエ       |     |     |     |     |     |      |      |     |     | 16  |     |     |     |     |     |     |     |     | 15       |
| 37   | バディ・ラジアー               |     |     |     |     |     | 30   | 29   |     |     |     |     |     |     |     |     |     |     |     | 14       |
| 順位 | ドライバー                     | STP | LBH | ALA | PHX | IMS | INDY | INDY | DET | DET | TEX | ROA | IOW | TOR | MDO | POC | GAT | WGL | SNM | ポイント |

| 色     | 結果               |
| ------ | ------------------ |
| 金色   | 優勝               |
| 銀色   | 2位                |
| 銅色   | 3位                |
| 緑     | 4位・5位           |
| 水色   | 6位-10位           |
| 青灰色 | 完走 （11位以下）  |
| 紫     | 完走せず           |
| 赤     | 予選落ち (DNQ)     |
| 茶     | 撤退 (Wth)         |
| 黒     | 失格 (DSQ)         |
| 白     | スタートせず (DNS) |
| 白     | レース中止 (C)     |
| 空欄   | エントリーせず     |

| 注釈など |                                                                                               |
| 太字     | ポールポジション （1ポイント） インディ500を除く                                              |
| 斜体     | ファステストラップ                                                                            |
| *        | 最多リードラップ （2ポイント）                                                                |
| DNS      | Any driver who qualifies but does not start (DNS), earns half the points had they taken part. |
| 1        | 予選キャンセル ボーナスポイント無し                                                           |
| (RY)     | ルーキー・オブ・ザ・イヤー                                                                    |
| (R)      | ルーキー                                                                                      |

- 少なくとも1周のラップをリードしたドライバーには1ポイントが与えられる。レース中に最多ラップリードを記録したドライバーには追加で2ポイントが与えられる。
- インディ500を除く全てのレースで、ポールシッターは1ポイントが与えられる。ダブルヘッダーのレースではそれぞれの予選グループにおけるポールシッターにそれぞれ1ポイントが与えられる[65]。
- エンジンが最低走行距離に達する前に交換された場合、10ポイントを失う。
  - 注：走行距離はドライバーに関係なく、当該エンジンでそのレース参加者が走行した合計距離に基づく。
- ポイントが並んだ場合、勝利数、2位、3位の順で比較され、ポールポジション数、予選2位回数と比較されていく。

### マニファクチャラー
| 順位 | マニファクチャラー | STP | LBH | ALA | PHX | IMS | INDY | DET | DET | TEX | ROA | IOW | TOR | MDO | POC | GAT | WGL | SNM  | ボーナス | ポイント |
| ---- | ------------------ | --- | --- | --- | --- | --- | ---- | --- | --- | --- | --- | --- | --- | --- | --- | --- | --- | ---- | -------- | -------- |
| 1    | シボレー           | 2   | 3   | 1   | 1   | 1   | 2    | 4   | 2   | 1   | 2   | 1   | 1   | 1   | 1   | 1   | 4   | 1    | 70       | 1,585    |
| 1    | シボレー           | 6   | 5   | 3   | 2   | 4   | 10   | 7   | 3   | 3   | 3   | 2   | 5   | 2   | 2   | 3   | 6   | 2    | 70       | 1,585    |
| 1    | シボレー           | 69  | 66  | 91* | 96* | 88* | 61   | 58  | 75  | 90* | 76  | 96* | 86* | 96* | 95  | 91* | 60  | 186* | 70       | 1,585    |
| 2    | ホンダ             | 1   | 1   | 2   | 5   | 2   | 1    | 1   | 1   | 2   | 1   | 3   | 2   | 3   | 3   | 2   | 1   | 4    | 85       | 1,414    |
| 2    | ホンダ             | 3   | 2   | 5   | 6   | 3   | 3    | 2   | 4   | 4   | 6   | 5   | 3   | 5   | 5   | 6   | 2   | 6    | 85       | 1,414    |
| 2    | ホンダ             | 90* | 95* | 70  | 58  | 75  | 92*  | 96* | 88* | 73  | 83* | 65  | 75  | 65  | 66* | 68  | 96* | 120  | 85       | 1,414    |

- 全てのマニファクチャラーポイント（予選ポイント、レース終了ポイント、レース勝利ボーナスポイントを含む）は、シーズンフル参戦ドライバーのみが獲得できる[66]。
- それぞれのレースにおいて、各マニファクチャラーの上位2名のドライバーがポイントを獲得できる。優勝マニファクチャラーは追加ポイントが5点付与される。
- インディ500を除く全てのレースで、ポールシッターのマニファクチャラーに1ポイントが与えられる。インディ500では土曜の予選の最速ドライバーに1ポイントが与えられ、日曜日のポールシッターには2ポイントが与えられる。
- インディ500で使用されている全シーズンエンジンの総走行距離が2,000マイルに達すると、マニファクチャラーはレース順位と等しいボーナスポイントを獲得できる。
- ポイントが並んだ場合、勝利数、2位、3位の順で比較されていく。

## 参照
1. ↑  Pruett, Marshall (2017年1月12日). “INDYCAR: Initial 2018 bodywork concepts unveiled”. Racer.com.   Racer Media & Marketing, Inc.. 2017年2月23日閲覧。
2. ↑  Malsher, David (2016年9月2日). “IndyCar confirms switch to Performance Friction brakes in 2017”. Motorsport.com.  Motorsport Network. 2016年9月2日閲覧。
3. 1 2  “AJ Foyt Racing will switch to Chevy”. Racer.com.   Racer Media & Marketing, Inc. (2016年10月13日). 2016年10月14日閲覧。
4. 1 2 3  James, Brant (2016年11月15日). “Carlos Munoz, Conor Daly will drive for AJ Foyt Racing”. USA Today (Gannett Company) 2016年11月15日閲覧。
5. 1 2  DiZinno, Tony (2017年4月7日). “Zach Veach's Indy 500 Debut Confirmed with Foyt”. MotorsportsTalk.com.  NBC Sports. 2017年4月7日閲覧。
6. 1 2 3 4  “No mass exodus from Honda after Ganassi switch”. Motorsport.com.  Motorsport Network (2016年10月10日). 2016年10月11日閲覧。
7. 1 2  Martin, Bruce (2016年12月2日). “Ex-F1 driver Sato joins Andretti Autosport for 2017 IndyCar season”. Autosport.com.  Haymarket Media Group. 2016年12月2日閲覧。
8. ↑  Cavin, Curt (2016年9月18日). “IndyCar's Ryan Hunter-Reay, sponsor DHL paired through 2020”. USA Today (Sonoma, California: Gannett Company) 2016年9月19日閲覧。
9. ↑  http://www.imscdn.com/indycar_media/documents/2017-03-11/Firestone%20GP%20of%20St%20Petersburg%20Qual%20Results.pdf
10. ↑  “hhgregg and Andretti Autosport announce partnership for key races in 2016”. andrettiautosport.com.  Indianapolis:  アンドレッティ・オートスポーツ (2016年3月7日). 2016年9月3日閲覧。
11. ↑  http://www.imscdn.com/indycar_media/documents/2017-05-09/INDYCAR%20GP%20Entry%20List%20%205-9-17.pdf
12. 1 2 3  “McLaren Formula 1 - Fernando Alonso to race at Indy 500 with McLaren, Honda and Andretti Autosport” (英語) 2017年4月12日閲覧。
13. ↑  Smith, Luke (2017年4月12日). “Shank will finally take part in Indy 500 with Harvey, Andretti | MotorSportsTalk”.   Motorsports.nbcsports.com. 2017年4月17日閲覧。
14. 1 2  “Andretti adds Jack Harvey to Indy 500 field” (2017年4月9日). 2017年4月9日閲覧。
15. ↑  “INDYCAR: Rossi re-signs with Andretti”. Racer.com.   Racer Media & Marketing, Inc. (2016年9月30日). 2016年9月30日閲覧。
16. ↑  Malsher, David (2016年10月7日). “Ganassi switches to Honda power for 2017”. Motorsport.com.  Motorsport Network. 2016年10月7日閲覧。
17. ↑  Miller, Robin (2016年12月6日). “INDYCAR: Chilton returns to Ganassi”. Racer.com.  Indianapolis:  Racer Media & Marketing, Inc.. 2016年12月6日閲覧。
18. 1 2 3 4  Malsher, David (2016年9月9日). “IndyCar silly season: Who's going where in 2017?”. Motorsport.com.  Motorsport Network. 2016年9月9日閲覧。
19. ↑  “INDYCAR: Kanaan, NTT Data return to Ganassi”. Racer.com.   Racer Media & Marketing, Inc. (2016年10月11日). 2016年10月11日閲覧。
20. ↑  Malsher, David (2016年9月20日). “Kimball to remain at Ganassi for 2017”. Motorsport.com.  Motorsport Network. 2016年9月20日閲覧。
21. 1 2  Khorounzhiy, Valentin (2016年10月12日). “Coyne confirms Bourdais for 2017 IndyCar season”. Motorsport.com.  Motorsport Network. 2016年10月12日閲覧。
22. 1 2  Pruett, Marshall (2017年5月21日). “Davison to sub for Bourdais in Indy 500”. Racer.com.   Racer Media & Marketing, Inc.. 2017年5月21日閲覧。
23. 1 2  Khorounzhiy, Valentin (2017年6月1日). “Gutierrez confirmed for Detroit IndyCar debut”. Motorsport.com.  Motorsport Network. 2017年6月1日閲覧。
24. ↑  “Gutierrez returns with Coyne for rest of 2017 season”. IndyCar.com.   Birckyard Trademarks, Inc. (2017年6月22日). 2017年6月22日閲覧。
25. ↑  Miller, Robin (2017年6月6日). “Vautier to drive for Coyne at Texas”. Racer.com.   Racer Media & Marketing, Inc.. 2017年6月6日閲覧。
26. ↑  “INDYCAR: Coyne confirms Jones for 2017”. Racer.com.   Racer Media & Marketing, Inc. (2016年11月14日). 2016年11月14日閲覧。
27. 1 2  Malsher, David (2017年3月28日). “Pippa Mann returns to Coyne for Indy 500”. Motorsport.com.  Motorsport Network. 2017年3月28日閲覧。
28. 1 2  “Karam, Dreyer & Reinbold teaming up again for Indianapolis 500”. IndyCar.com.   Brickyard Trademarks, Inc. (2017年2月2日). 2017年2月2日閲覧。
29. ↑  Malsher, David (2016年12月15日). “Pigot to return to Ed Carpenter Racing”. Motorsport.com.  Motorsport Network. 2016年12月16日閲覧。
30. 1 2  “Hildebrand confirmed as full-time Ed Carpenter driver”. Motorsport.com.  Motorsport Network (2016年11月4日). 2016年11月4日閲覧。
31. 1 2  Pruett, Marshall (2017年4月18日). “Veach to replace injured Hildebrand at Barber”. Racer.com.   Racer Media & Marketing, Inc.. 2017年4月17日閲覧。
32. 1 2  New Team Harding Racing Enters Chaves for 101st Indianapolis 500, IndyCar, April 10, 2017, Retrieved 2017-04-10
33. 1 2  “Juncos Racing Announces Entry in 101st Running of the Indianapolis 500 :: Juncos Racing” (英語). www.juncosracing.com. 2017年2月21日閲覧。
34. 1 2  Malsher, David (2017年5月9日). “Juncos confirms Pigot for Indy 500”. Motorsport.com.  Motorsport Network. 2017年5月9日閲覧。
35. 1 2  “Saavedra confirmed in Juncos' second 500 entry”. Racer.com.   Racer Media & Marketing, Inc. (2017年5月10日). 2017年5月10日閲覧。
36. 1 2 3  Miller, Robin (2017年4月22日). “Lazier confirms Indy 500 run after son's USF2000 debut”. Racer.com.   Racer Media & Marketing, Inc.. 2017年4月22日閲覧。
37. 1 2  “Claman DeMelo to race for RLLR at Sonoma”. Racer.com.   Racer Media & Marketing, Inc. (2017年9月6日). 2017年9月6日閲覧。
38. ↑  Malsher, David (2016年12月6日). “Rahal signs Servia and ace engineer for 2017”. Motorsport.com.  Motorsport Network. 2017年1月22日閲覧。
39. 1 2  “IndyCar: Aleshin returns with Schmidt”. Racer.com.   Racer Media & Marketing, Inc. (2017年2月1日). 2017年2月1日閲覧。
40. 1 2  Malsher, David (2017年7月13日). “Aleshin replaced by Saavedra for Toronto”. Motorsport.com.  Motorsport Network. 2017年7月13日閲覧。
41. 1 2  Ayello, Jim (2017年8月20日). “Jack Harvey will pilot SPM No. 7 car at Watkins Glen, Sonoma”. Indianapolis Star (Gannett Company) 2017年8月20日閲覧。
42. ↑  DiZinno, Tony (2017年3月6日). “Jay Howard confirmed in Tony Stewart's supported SPM Indy entry”. MotorSportsTalk.com.  NBC Sports. 2017年3月6日閲覧。
43. 1 2 3 4  Miller, Robin (2016年9月20日). “INDYCAR: Newgarden to wave the flag at Penske”. Racer.com.   Racer Media & Marketing, Inc.. 2016年9月20日閲覧。
44. ↑  “Pagenaud opts for No. 1 in 2017”. Racer.com.   Racer Media & Marketing, Inc. (2016年9月21日). 2016年9月21日閲覧。
45. ↑  Malsher, David (2016年10月5日). “Penske confirms Newgarden for 2017”. Motorsport.com.  Motorsport Network. 2016年10月5日閲覧。
46. ↑  “Juan Pablo Montoya”. indycar.com. 2016年10月31日閲覧。
47. 1 2  Malsher, David (2016年10月31日). “Montoya to stay with Team Penske in 2017”. Motorsport.com.  Motorsport Network. 2016年10月31日閲覧。
48. ↑  Fryer, Jenna (2016年7月27日). “Target leaving IndyCar after 27 seasons with Chip Ganassi”. Associated Press. Associated Press (Charlotte, North Carolina: AP Sports) 2016年9月3日閲覧。
49. ↑  Cavin, Curt (2016年9月3日). “Cavin: IndyCar could see complete driver/team shakeup in 2017”. USA Today (Watkins Glen, New York: Gannett Company) 2016年9月3日閲覧。
50. ↑  “チップ・ガナッシ・レーシングと赤白ロゴのTARGET、27年間の歴史に幕”. AUTOSPORTweb. (2016年8月1日) 2016年8月1日閲覧。
51. ↑  Malsher, David (2017年1月21日). “End of the road for KV Racing?”. Motorsport.com.  Motorsport Network. 2017年2月11日閲覧。
52. ↑  Malsher, David (2017年2月14日). “KV Racing confirms closure, equipment sold to Juncos”. Motorsport.com.  Motorsport Network. 2017年2月16日閲覧。
53. ↑  Pruett, Marshall (2017年2月21日). “Juncos confirms IndyCar Series entry”. Racer.com.   Racer Media & Marketing. 2017年2月21日閲覧。
54. ↑  “Juncos readies IndyCar program, aims for '17 500”. Racer.com.   Racer Media & Marketing (2017年2月14日). 2017年2月15日閲覧。
55. ↑  Glendenning, Mark (2017年5月20日). “Harding Racing to add Texas, Pocono to schedule”. Racer.com.   Racer Media & Marketing, Inc.. 2017年5月20日閲覧。
56. ↑  Malsher, David (2016年10月31日). “Sato signs with Andretti Autosport for 2017”. Motorsport.com.  Motorsport Network. 2016年10月31日閲覧。
57. ↑  Miller, Robin (2017年1月16日). “INDYCAR: Aleshin in Doubt at SPM”. Racer.com.   Racer Media & Marketing, Inc.. 2017年1月16日閲覧。
58. ↑  Ayello, Jim (2017年4月9日). “Long Beach notebook: JR Hildebrand breaks hand”. The Indianapolis Star (Long Beach, California: Gannett Company) 2017年4月18日閲覧。
59. ↑  Glendenning, Mark (2017年4月25日). “Hildebrand cleared to return at Phoenix”. Racer.com.   Racer Media & Marketing, Inc.. 2017年4月25日閲覧。
60. ↑  Straw, Edd (2017年5月20日). “Bourdais to undergo surgery on multiple fractures”. Motorsport.com.  Motorsport Network. 2017年5月20日閲覧。
61. ↑  Malsher, David (2017年8月12日). “Aleshin loses Schmidt Peterson IndyCar ride”. Motorsport.com.  Motorsport Network. 2017年8月12日閲覧。
62. ↑  Pruett, Marshall (2017年8月16日). “Saavedra in at SPM for Pocono, Gateway”. Racer.com.   Racer Media & Marketing, Inc.. 2017年8月16日閲覧。
63. ↑  Pruett, Marshall (2017年8月23日). “Bourdais to make return at Gateway”. Racer.com.   Racer Media & Marketing, Inc.. 2017年8月23日閲覧。
64. ↑  DiZinno, Tony (2016年11月28日). “The IndyCar Grand Prix no longer is sponsored by Angie’s List”. MotorsportsTalk.com.  NBC Sports. 2016年11月28日閲覧。
65. ↑  “2017 IndyCar Series rulebook” (pdf).   Verizon IndyCar Series. p. 149. 2017年6月4日閲覧。
66. ↑  “2017 Verizon IndyCar Series Official Rulebook”.   IndyCar Series (2017年3月29日). 2017年4月10日閲覧。